# Entremont (Haute-Savoie)
Entremont is een plaats en voormalige gemeente in het Franse departement Haute-Savoie (regio Auvergne-Rhône-Alpes) en telt 533 inwoners (1999). De plaats maakt deel uit van het arrondissement Bonneville. Entremont is op 1 januari 2019 gefuseerd met de gemeente Le Petit-Bornand-les-Glières tot de gemeente Glières-Val-de-Borne. 
Entremont is een bergdorpje dat 780 meter boven de zeespiegel ligt, iets ten zuiden van Bonneville en ongeveer 20 kilometer ten oosten van Annecy.

## Demografie
Onderstaande figuur toont het verloop van het inwonertal (bron: INSEE-tellingen).